# Захаров, Владимир Аполлонович
Влади́мир Аполло́нович Заха́ров (16.04.1915, Казахстан — 02.04.1990) — советский военнослужащий, участник Великой Отечественной войны, полный кавалер ордена Славы, старший радиотелеграфист 86-й тяжелой гаубичной артиллерийской бригады, старшина — на момент представления к награждению орденом Славы 1-й степени.

## Биография
Родился 16 апреля 1915 года в городе Уральске, административный центр Западно-Казахстанской области Республики Казахстан, в семье служащего. Окончил 7 классов, курсы радиотехников. Заведовал радиостанцией в управлении Уральского речного пароходства.
В августе 1941 года был призван в Красную Армию. В действующей армии с февраля 1942 года. Воевал на Центральном и 1-м Белорусском фронтах, весь боевой путь прошёл в составе 86-й тяжелой гаубичной артиллерийской бригады. Военная специальность была неразрывно связана с мирной — радист. Член ВКП/КПСС с 1943 года.
Боевое крещение получил в сражении на Курской дуге. 5 июля 1943 года в бою у станции Поныри сержант Захаров обеспечивал непрерывную связь командира батареи с огневыми взводами. Когда разбило радиостанцию, под огнём противника устранил повреждение и восстановил связь. За это получил первую боевую награду — медаль «За боевые заслуги».
Осенью 1943 года стрелковые части, поддерживаемые 86-й гаубичной артиллерийской бригадой, вышли к реке Днепр западнее города Гомеля. Первым в районе населённого пункта Старая Лутава с ротой автоматчиков переправился через реку радист Захаров. В бою за плацдарм он двое суток корректировал огонь своей артиллерии, давая точные целеуказания. Участвовал в отражении нескольких контратак противника, поддерживаемых танками. За этот подвиг радист был награждён орденом Красной Звезды.
В конце июля 1944 года старший сержант Захаров, начальник радиостанции 86-й тяжелой гаубичной артиллерийской бригады, с передовыми стрелковыми подразделениями переправился через реку Висла в районе города Ополе-Любельске. В течение нескольких дней, с 1 по 6 августа, он по радио корректировал огонь артиллерии. По его целеуказаниям артиллеристы накрывали огнём контратакующих противников, подавляли и уничтожали огневые точки и артиллерию противника.
Приказом от 21 августа 1944 года за отвагу, мужество и высокое мастерство, проявленные в боях при форсировании Вислы, старший сержант Захаров Владимир Аполлонович награждён орденом Славы 3-й степени.
В январе 1945 года войска 16-го стрелкового корпуса, поддерживаемые гаубичной бригадой, наступали на Радомском направлении.
14-19 января старший сержант Захаров в период боев в районе населённого пункта Енджеюв в течение пяти суток, несмотря на плохие метеорологические условия, надежно поддерживал связь командира бригады с дивизионами, создавая командиру условия для управления бригадой.
Приказом от 4 марта 1945 года за отличное обеспечение радиосвязью в ходе Радомско-Лодзинской операции старший сержант Захаров Владимир Аполлонович награждён орденом Славы 2-й степени.
В ходе Берлинской операции, в течение всего наступления, пятнадцать суток с 16 апреля по 2 мая старший радиотелеграфист старшина Захаров успешно обеспечивал радиосвязью командира бригады, чем способствовал выполнению боев, задачи. Его радиостанция непрерывно работала и на Одере, и на последующих рубежах немецкой обороны, и в ходе уличных боев в столице. Дважды радиостанция получала серьёзные повреждения в критические моменты боя и выходила из строя, но Захаров благодаря хорошим знаниям и большому опыту, быстро устранял неисправности и восстанавливал связь.
Указом Президиума Верховного Совета СССР от 15 мая 1946 года за мужество, отвагу и героизм,, старшина Захаров Владимир Аполлонович награждён орденом Славы 1-й степени. Стал полным кавалером ордена Славы.
В ноябре 1945 года был демобилизован. Вернулся на родину. В 1956 году окончил Высшую партийную школу при ЦК Компартии Казахстана. Работал начальником торгового отдела Уральского областного управления торговли. Скончался 2 апреля 1990 года.
Награждён орденами Отечественной войны 1-й степени, Красной Звезды, Славы 3-х степеней, медалями.